# Athlétisme aux Jeux de l'Asie de l'Est de 1997
Navigation
Édition précédente Édition suivante
Les compétitions d'athlétisme aux Jeux de l'Asie de l'Est de 1997 se sont déroulés à Busan en Corée du Sud.

## Résultats

### Hommes
| Epreuve | Or                             | Or                 | Argent                         | Argent             | Bronze                         | Bronze             |
| --- | ------------------------------ | ------------------ | ------------------------------ | ------------------ | ------------------------------ | ------------------ |
| 100 m Vent: 4.0 m/s | Nobuharu Asahara Japon         | 10 s 04 w          | Lin Wei Chine                  | 10 s 30 w          | Hideki Onohara Japon           | 10 s 36 w          |
| 200 m | Koji Ito Japon                 | 20 s 98            | Huang Danwei Chine             | 21 s 05            | Han Chaoming Chine             | 21 s 23            |
| 400 m | Son Ju-il Corée du Sud         | 45 s 84            | Shunji Karube Japon            | 46 s 08            | Shigekazu Ōmori Japon          | 46 s 50            |
| 800 m | Kim Soon-hyung Corée du Sud    | 1 min 49 s 00      | Lee Jae-hun Corée du Sud       | 1 min 50 s 75      | Zhang Yi Chine                 | 1 min 50 s 76      |
| 1500 m | Kiyonari Shibata Japon         | 3 min 49 s 90      | Liu Lijun Chine                | 3 min 49 s 97      | Kim Soon-hyung Corée du Sud    | 3 min 51 s 18      |
| 5 000 m | Yuichi Tajiri Japon            | 13 min 55 s 84     | Wang Zhicheng Chine            | 14 min 03 s 62     | Kim Seong-ho Corée du Sud      | 14 min 22 s 96     |
| 10 000 m | Toshinari Takaoka Japon        | 28 min 44 s 60     | Kenji Takao Japon              | 29 min 29 s 08     | Wang Zhicheng Chine            | 29 min 49 s 54     |
| 110 m haies | Li Tong Chine                  | 13 s 67            | Chen Yanhao Chine              | 13 s 70            | Hisanobu Konae Japon           | 13 s 85            |
| 400 m haies | Kazuhiko Yamazaki Japon        | 49 s 60            | Yoshihiko Saito Japon          | 50 s 41            | Tan Chunhua Chine              | 50 s 73            |
| 3 000 m steeple | Yasunori Uchitomi Japon        | 8 min 39 s 28      | Wataru Izumi Japon             | 8 min 45 s 38      | Qin Gang Chine                 | 8 min 54 s 16      |
| 4 × 100 m | Japon                          | 39 s 32            | Chine                          | 39 s 43            | Taipei chinois                 | 40 s 31            |
| 4 × 400 m | Japon                          | 3 min 04 s 35      | Corée du Sud                   | 3 min 09 s 11      | Taipei chinois                 | 3 min 09 s 77      |
| Semi-marathon | Kokichi Kawamoto Japon         | 1 h 07 min 06 s    | Je In-mo Corée du Sud          | 1 h 07 min 16 s    | Ko Jung-won Corée du Sud       | 1 h 08 min 17 s    |
| 20 km marche | Jiao Baozhong Chine            | 1 h 23 min 58 s 59 | Daisuke Ikeshima Japon         | 1 h 23 min 59 s 99 | Hirofumi Sakai Japon           | 1 h 27 min 39 s 38 |
| Saut en hauteur | Lee Jin-taek Corée du Sud      | 2,28 m             | Kim Tae-hoi Corée du Sud       | 2,24 m             | Takahisa Yoshida Japon         | 2,24 m             |
| Saut à la perche | Aleksandr Korchagin Kazakhstan | 5,50 m             | Kim Chul-kyun Corée du Sud     | 5,40 m             | Xu Gang Chine                  | 5,40 m             |
| Saut en longueur | Masaki Morinaga Japon          | 8,13 m             | Huang Geng Chine               | 8,03 m w           | Chen Jing Chine                | 7,92 m             |
| Triple saut | Sergey Arzamasov Kazakhstan    | 16,89 m            | Lao Jianfeng Chine             | 16,71 m            | Takashi Komatsu Japon          | 16,39 m            |
| Lancer du poids | Sergey Rubtsov Kazakhstan      | 19,47 m            | Wen Jili Chine                 | 18,57 m            | Li Wenkui Chine                | 18,28 m            |
| Lancer du disque | Li Shaojie Chine               | 62,58 m            | Zhang Cunbiao Chine            | 60,42 m            | Dashdendev Makhashiri Mongolie | 60,14 m            |
| Lancer du marteau | Koji Murofushi Japon           | 73,40 m            | Ye Kuigang Chine               | 69,56 m            | Bi Zhong Chine                 | 68,68 m            |
| Lancer du javelot | Zhang Lianbiao Chine           | 77,80 m            | Toro Ue Japon                  | 73,74 m            | Kim Ki-hun Corée du Sud        | 72,42 m            |
| Décathlon | Kim Tae-keun Corée du Sud      | 7372 pts           | Chen Chien-hung Taipei chinois | 7103 pts           | Choi Sung-shin Corée du Sud    | 7045 pts           |
| Records et Performances - AR : Record continental (area record) - CR : Record des championnats (championship record) - MR : Record du meeting (meet record) - NR : Record national (national record) - OR : Record olympique (olympic record) - PR : Record paralympique (paralympic record) - PB : Record personnel (personal best) - SB : Meilleure performance personnelle de la saison (season's best) - WL : Meilleure performance mondiale de l'année (world leader) - WJR : Record du monde junior (world junior record) - WR : Record du monde (world record) Circonstances et Conditions - DNF : N'a pas terminé (did not finish) - DNS : N'a pas pris le départ (did not start) - DQ : Disqualification (disqualification) - NM : Aucun essai valable enregistré (No Mark) - Q : Qualifié « directement » au prochain tour (ou à la prochaine compétition), lors d'une compétition majeure, grâce au classement ou à la réalisation des minima (automatic qualifier) - q : Qualifié au prochain tour (ou à la prochaine compétition), lors d'une compétition majeure, grâce au repêchage ou à la réalisation de l'une des meilleures performances parmi celles des « non qualifiés directement » (grâce au meilleur temps ou à la meilleure distance par exemple) (secondary qualifier) |                                |                    |                                |                    |                                |                    |

### Femmes
| Epreuve | Or                              | Or             | Argent                         | Argent          | Bronze                       | Bronze          |
| --- | ------------------------------- | -------------- | ------------------------------ | --------------- | ---------------------------- | --------------- |
| 100 m Vent: 2,5 m/s | Liang Yi Chine                  | 11 s 46 w      | Kaori Yoshida Japon            | 11 s 49 w       | Yue Ling Chine               | 11 s 55 w       |
| 200 m | Yan Jiankui Chine               | 23 s 44        | Chen Yuxiang Chine             | 23 s 82         | Motoko Arai Japon            | 24 s 09         |
| 400 m | Svetlana Bodritskaya Kazakhstan | 52 s 92        | Du Xiujie Chine                | 53 s 48         | Satomi Kasashima Japon       | 54 s 17         |
| 800 m | Zhang Jian Chine                | 2 min 06 s 16  | Minori Hayakari Japon          | 2 min 07 s 65   | Zhang Jinqing Chine          | 2 min 10 s 05   |
| 1 500 m | Liu Jianying Chine              | 4 min 19 s 36  | Yoshiko Ichikawa Japon         | 4 min 19 s 80   | Minori Hayakari Japon        | 4 min 21 s 37   |
| 5 000 m | Harumi Hiroyama Japon           | 15 min 37 s 53 | Wei Li Chine                   | 15 min 38 s 73  | Wang Mingxia Chine           | 15 min 46 s 88  |
| 10 000 m | Masako Chiba Japon              | 31 min 31 s 85 | Wang Mingxia Chine             | 32 min 47 s 20  | Yuko Kawakami Japon          | 33 min 02 s 25  |
| 100 m haies | Yvonne Kanazawa Japon           | 13 s 16        | Chan Sau Ying Hong Kong        | 13 s 29         | Liu Jing Chine               | 13 s 31         |
| 400 m haies | Natalya Torshina Kazakhstan     | 55 s 90        | Hsu Pei-Ching Taipei chinois   | 58 s 00         | Li Rui Chine                 | 58 s 06         |
| 4 × 100 m | Chine                           | 45 s 05        | Japon                          | 45 s 16         | Taipei chinois               | 45 s 52         |
| 4 × 400 m | Chine                           | 3 min 35 s 27  | Japon                          | 3 min 36 s 60   | Corée du Sud                 | 3 min 54 s 05   |
| Semi-marathon | Zheng Guixia Chine              | 1 h 14 min s   | Sachie Ozaki Japon             | 1 h 14 min 22 s | Naomi Sakashita Japon        | 1 h 14 min 31 s |
| 10 000 m marche | Yuka Mitsumori Japon            | 46 min 23 s 25 | Svetlana Tolstaya Kazakhstan   | 47 min 08 s 09  | Feng Haixia Chine            | 47 min 20 s 49  |
| Saut en hauteur | Jin Ling Chine                  | 1,91 m         | Svetlana Zalevskaya Kazakhstan | 1,88 m          | Miki Imai Japon              | 1,88 m          |
| Saut en longueur | Yelena Pershina Kazakhstan      | 6,59 m         | Yu Yiqin Chine                 | 6,42 m          | Zhang Hongling Chine         | 6,25 m          |
| Triple saut | Ren Ruiping Chine               | 14,47 m        | Li Jiahui Chine                | 13,50 m         | Seiko Nishiuchi Japon        | 13,13 m         |
| Lancer du poids | Li Meisu Chine                  | 19,07 m        | Sui Xinmei Chine               | 18,26 m         | Lee Myung-sun Corée du Sud   | 17,56 m         |
| Lancer du disque | Xiao Yanling Chine              | 63,82 m        | Luan Zhili Chine               | 61,94 m         | Yuka Murofushi Japon         | 51,90 m         |
| Lancer du javelot | Li Lei Chine                    | 56,92 m        | Lee Young-sun Corée du Sud     | 56,10 m         | Jang Jeong-yeon Corée du Sud | 51,06 m         |
| Heptathlon | Svetlana Kazanina Kazakhstan    | 5971 pts       | Ma Chun-Ping Taipei chinois    | 5737 pts        | Wang Xiuyan Chine            | 5560 pts        |
| Records et Performances - AR : Record continental (area record) - CR : Record des championnats (championship record) - MR : Record du meeting (meet record) - NR : Record national (national record) - OR : Record olympique (olympic record) - PR : Record paralympique (paralympic record) - PB : Record personnel (personal best) - SB : Meilleure performance personnelle de la saison (season's best) - WL : Meilleure performance mondiale de l'année (world leader) - WJR : Record du monde junior (world junior record) - WR : Record du monde (world record) Circonstances et Conditions - DNF : N'a pas terminé (did not finish) - DNS : N'a pas pris le départ (did not start) - DQ : Disqualification (disqualification) - NM : Aucun essai valable enregistré (No Mark) - Q : Qualifié « directement » au prochain tour (ou à la prochaine compétition), lors d'une compétition majeure, grâce au classement ou à la réalisation des minima (automatic qualifier) - q : Qualifié au prochain tour (ou à la prochaine compétition), lors d'une compétition majeure, grâce au repêchage ou à la réalisation de l'une des meilleures performances parmi celles des « non qualifiés directement » (grâce au meilleur temps ou à la meilleure distance par exemple) (secondary qualifier) |                                 |                |                                |                 |                              |                 |

## Tableau des médailles
| Rang  | Nation         | Or | Argent | Bronze | Total |
| ----- | -------------- | -- | ------ | ------ | ----- |
| 1     | Chine          | 16 | 19     | 17     | 52    |
| 2     | Japon          | 16 | 12     | 14     | 42    |
| 3     | Corée du Sud   | 4  | 6      | 8      | 18    |
| 4     | Kazakhstan     | 7  | 2      | 0      | 9     |
| 5     | Taipei chinois | 0  | 3      | 3      | 6     |
| 6     | Hong Kong      | 0  | 1      | 0      | 1     |
| 7     | Mongolie       | 0  | 0      | 1      | 1     |
| Total | Total          | 43 | 43     | 43     | 129   |